# Daïra de Sidi M'Hamed
Pour les articles homonymes, voir Sidi M'Hamed.
La daïra de Sidi M'Hamed est une daïra de la wilaya d'Alger dont le chef-lieu est la ville éponyme de Sidi M'Hamed.

## Walis délégués
Le poste de wali délégué de la wilaya déléguée de Sidi M'Hamed a été occupé par plusieurs personnalités politiques nationales depuis sa création.
| N° | Wali délégué           | Début             | Fin               | Wilaya de Naissance |
| -- | ---------------------- | ----------------- | ----------------- | ------------------- |
| 01 | Mohamed Miroud         | 13 août 2000      | 17 août 2004      |                     |
| 02 | Abderrahmane Boubekeur | 17 août 2004      | 11 août 2005      |                     |
| 03 | Mohamed Laïd Khelfi    | 11 août 2005      | 30 septembre 2010 |                     |
| 04 | Rabah Mokdad           | 30 septembre 2010 |                   |                     |
| 05 |                        | 24 octobre 2013   |                   |                     |
| 06 |                        | 22 juillet 2015   | 2015 (en cours)   |                     |

## Communes
La daïra de Sidi M'Hamed est constituée de quatre communes : 
1. Alger-Centre
2. El Mouradia
3. El Madania
4. Sidi M'hamed

## Personnalités
- Sidi M'hamed Bou Qobrine
- Didouche Mourad